# Teorema de Clausius
En termodinàmica, el teorema de Clausius (1855), també conegut com la desigualtat de Clausius, afirma que per a un sistema termodinàmic (com ara una màquina tèrmica o un bomba de calor) que intercanvia calor amb un focus calòric extern i que duu a terme un cicle termodinàmic, la següent desigualtat aplica:
{\displaystyle -\oint dS_{\text{Res}}=\oint {\frac {\delta Q}{T_{\text{surr}}}}\leq 0,}
on {\displaystyle \oint dS_{\text{Res}}} és el canvi total d'entropia en els focus calòrics externs (voltants), {\displaystyle \delta Q} és una quantitat infinitesimal de calor que es transfereix dels focus al sistema ({\displaystyle \delta Q>0} si la calor és absorbida dels focus pel sistema, i {\displaystyle \delta Q} < 0 si la calor va del sistema als focus) i {\displaystyle T_{\text{surr}}} és la temperatura comuna dels focus en un instant de temps particular. La integral tancada s'avalua al llarg del camí que es recorre al llarg del cicle termodinàmic de l'estat inicial/final al mateix estat inicial/final (cicle termodinàmic). En un principi, la integral tancada pot començar i acabar en un punt arbitrari del camí.
El teorema o desigualtat de Clausius implica, òbviament que {\displaystyle \oint dS_{\text{Res}}\geq 0} per cicle termodinàmic, en el sentit que l'entropia dels focus augmenta o no canvia, i mai no decreix, al llarg d'un cicle.
En el cas d'interacció del sistema termodinàmic amb múltiples focus tèrmics a diferents temperatures {\displaystyle \left(T_{1},T_{2},\dots ,T_{N}\right)} en un cicle termodinàmic, es pot rescriure la desigualtat de Clausius de la següent manera, per més claredat:
{\displaystyle -\oint dS_{\text{Res}}=\oint \left(\sum _{n=1}^{N}{\frac {\delta Q_{n}}{T_{n}}}\right)\leq 0.}
on {\displaystyle \delta Q_{n}} és un infinitesimal de calor que es tranfereix del focus {\displaystyle n} al sistema.
En el cas especial dels processos reversibles, la igualtat aplica, i el cas reversible s'utilitza per introduir la funció d'estat coneguda com entropia. Això és perquè en un procés cíclic, la variació de la funció d'estat és zero al llarg d'un cicle, així que el fet que aquesta integral és igual a zero al cap d'un cicle en un procés reversible implica que existeix una funció (l'entropia) el canvi infinitesimal de la qual és precisament {\displaystyle {\frac {\delta Q}{T}}}.
La "desigualtat de Clausius" generalitzada
{\displaystyle dS_{\text{sis}}\geq {\frac {\delta Q}{T_{\text{surr}}}}}
amb {\displaystyle dS_{\text{sis}}} un canvi infinitesimal d'entropia en el sistema (denotat per sis) sota consideració aplica no només a processos cíclics, sinó també a tot procés que es doni en un sistema tancat.
La desigualtat de Clausius és una conseqüència de l'aplicació de la segon principi de la termodinàmica en cada estadi infinitesimal de tranferència de calor. L'afirmació de Clausius afirma que és impossible construir un dispositiu l'únic efecte del qual és transferir calor d'un focus fred a un de calent. De manera equivalent, la calor flueix de forma espontània dels cossos calents als cossos més freds, no a l'inrevés.